# منطقه کیکیک‌تالوک
منطقه کیکیک‌تالوک (انگلیسی: Qikiqtaaluk Region)، منطقه کیکیتانی (به خط اسکیمویی: ᕿᑭᖅᑖᓗᒃ یا منطقه بافین شرقی‌ترین، شمالی‌ترین و جنوبی‌ترین منطقه اداری نوناووت در کشور کانادا است. کیکیک‌تالوک نام سنتی اینوکتیتوت برای جزیره بافین است. اگرچه «منطقه کیکیک‌تالوک» نامی است که بیش از همه در زمینه‌های رسمی به‌کار می‌رود، شماری از نهادهای عمومی برجسته — از جمله اداره آمار کانادا تا پیش از سرشماری ۲۰۲۱ کانادا — همچنان از عنوان قدیمی‌تر «منطقه بافین» استفاده می‌کردند.
با جمعیتی برابر با ۱۸٬۹۸۸ نفر و مساحتی به وسعت ۹۸۹٬۸۷۹٫۳۵ کیلومتر مربع (۳۸۲٬۱۹۴٫۵۵ مایل مربع) (اندکی کوچک‌تر از مصر)، این منطقه پرجمعیت‌ترین و پهناورترین منطقه از میان سه منطقه نوناووت است. همچنین این منطقه بزرگ‌ترین بخش اداری در سطح دوم در سراسر جهان است.

## جغرافیا
این منطقه شامل جزیره بافین، جزایر بلچر، جزیره آکیمیسکی، جزیره منسل، جزیره پرینس چارلز، جزیره بایلت، جزیره دوون، جزیره بیلی-همیلتون، جزیره کورنوالیس), جزیره باترست, جزیره آموند رینگنس، جزیره الف رینگنس، جزیره اکسل هایبرگ، جزیره الزمیر، شبه‌جزیره ملویل، بخش شرقی جزیره ملویل, و بخش‌های شمالی جزیره پرینس ولز و جزیره سامرست, به‌علاوه جزایر کوچکتر در میان آن‌ها است. مرکز منطقه و پایتخت قلمرو ایکالویت است (جمعیت: ۷٬۷۴۰ نفر).
منطقه کیکیک‌تالوک شمالی‌ترین، شرقی‌ترین و جنوبی‌ترین بخش نوناووت را در بر می‌گیرد.
پیش از سال ۱۹۹۹، منطقه کیکیک‌تالوک با مرزهایی کمی متفاوت به عنوان منطقه بافین در شمال ناحیه کیواتین از قلمروهای شمال غربی وجود داشت.
نیمی از بخش غربی جزیره هانس متعلق به منطقه کیکیک‌تالوک است، در حالی‌که نیمه شرقی آن بخشی از گرینلند بوده و در شهرداری آواناتا جای دارد.

## سکونت‌گاه‌ها
تمام سیزده سکونت‌گاه منطقه کیکیک‌تالوک در کنار آب‌های جزر و مدی قرار دارند و کمتر از نیمی از جمعیت آن در پایتخت نوناووت و تنها شهر آن، ایکالویت (۷٬۷۴۰ نفر)، زندگی می‌کنند. بیشتر بقیه جمعیت در دوازده روستا سکونت دارند: آرکتیک بی (۸۶۸ نفر)، کیپ دورست (۱٬۴۴۱ نفر)، کلاید ریور (۱٬۰۵۳ نفر)، گریس فیورد (۱۲۹ نفر)، هال بیچ (۸۴۸ نفر)، ایگلولیک (۱٬۶۸۲ نفر)، کیمیروت (۳۸۹ نفر)، Pangnirtung (۱٬۴۸۱ نفر)، پاند اینلت (۱٬۶۱۷ نفر)، کیکیتارجواک (۵۹۸ نفر)، رزلوت، نوناووت (۱۹۸ نفر)، و Sanikiluaq (۸۸۲ نفر).
آلرت (CFS Alert) و Eureka نیز بخشی از مناطق سازماندهی‌نشده هستند که جمعیت دائمی ندارند.
در گذشته، شهرکی معدنی در نانیسیویک وجود داشت، اما این شهر و معدن نانیسیویک در سال ۲۰۰۲ بسته شدند و فرودگاه نانیسیویک نیز در سال ۲۰۱۰ تعطیل شد و تمام پروازها به فرودگاه آرکتیک‌بی منتقل گردید.
همچون بیشتر جوامع اینوئیت در کانادا، غذاهای سنتی در منطقه شامل فک، آزادماهی قطبی، گراز دریایی، خرس قطبی و گوزن شمالی است.
ساکنان منطقه کیکیک‌تالوک به نام Qikiqtaalungmiut شناخته می‌شوند.

## ایکالویت

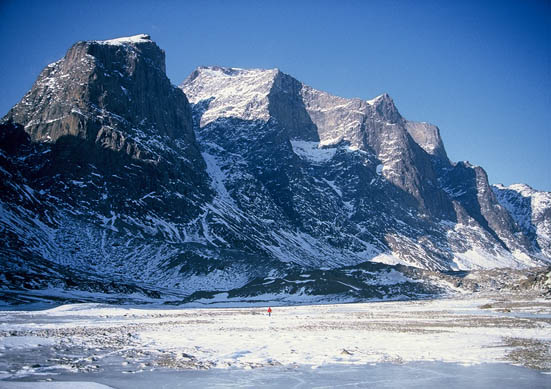
کوه اودین، پارک ملی آویوئیتوک

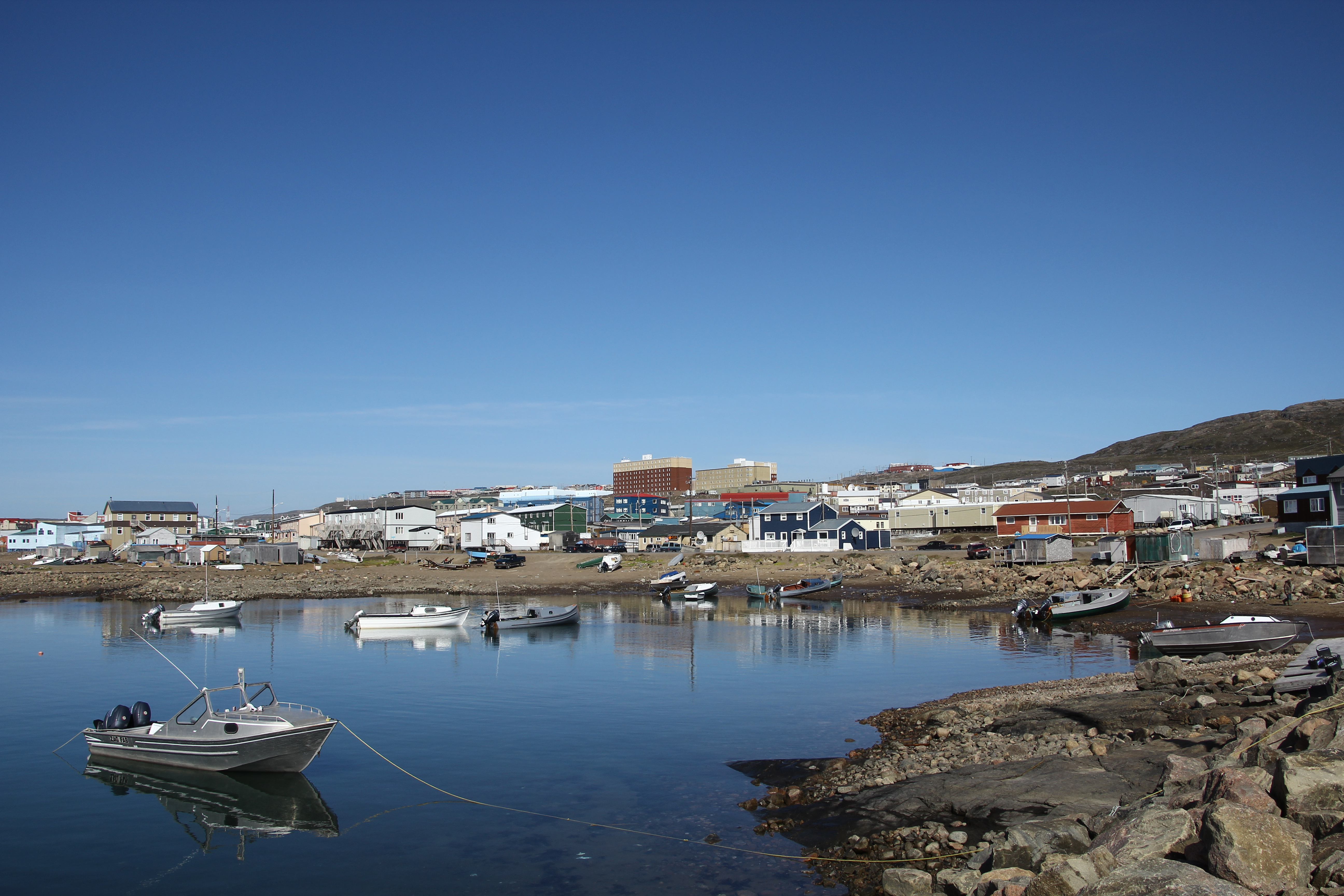
ساحل ایکالویت، ۲۰۱۱

ایکالویت دارای مجتمع استروهیل، موزه Nunatta Sunakkutaangit Museum، ساختمان قانون‌گذاری نوناووت و مرکز بازدیدکنندگان Unikkaarvik است.

## پیش از تماس با اروپاییان
بر پایه نظر انسان‌شناسان و تاریخ‌نگاران، اینوئیت‌ها از مردم تولی تبار دارند که فرهنگ دورست (در اینوکتیتوت: تونییت) را جایگزین کردند. تا سال ۱۳۰۰ میلادی، اینوئیت‌ها با فرهنگ‌های جنوبی‌تر مسیرهای بازرگانی داشتند.

## تاریخ
در حدود سال ۱۹۱۰، بازارهای اروپایی علاقه بیشتری به پوست روباه سفید نشان دادند. توزیع و جابه‌جایی اینوئیت‌ها تغییر یافت، زیرا آن‌ها مسیرهای سنتی شکار و ماهیگیری خود را برای مشارکت در تجارت پوست روباه گسترش دادند. منابع سنتی غذا مانند فک و گوزن شمالی همواره در مناطقی که روباه سفید یافت می‌شد حضور نداشتند.
کمپانی خلیج هادسون که در سال ۱۶۷۰ مجوز گرفته بود، پست‌های تجاری پوست را در سراسر سرزمین‌های اینوئیت و اقوام اولیه کانادا تأسیس کرده بود. تا سال ۱۹۱۰، این شرکت بازسازمان‌دهی شد و به بخش فروش زمین، خرده‌فروشی و تجارت پوست تقسیم گردید. این شرکت تحت نظارت اندک دولت کانادا، و نیز شماری از مبلغ‌های کلیسای انگلیکان و کاتولیک که در نزدیکی روستاهای دورافتاده شمالی می‌زیستند، تجارت پوست را در دست داشت. تا سال ۱۹۲۲، بیشتر کالاهای وارداتی که اینوئیت‌ها به‌دست می‌آوردند از همین شرکت بود.

## مناطق حفاظت‌شده
- پارک ملی آویوئیتوک
- پناهگاه حیات‌وحش بومن بی
- پارک منطقه‌ای کاتانیلیک
- پارک منطقه‌ای ککرترن
- پارک منطقه‌ای مالیک‌جواک
- پارک منطقه‌ای پیسوکتینو-تونگاوی‌ک

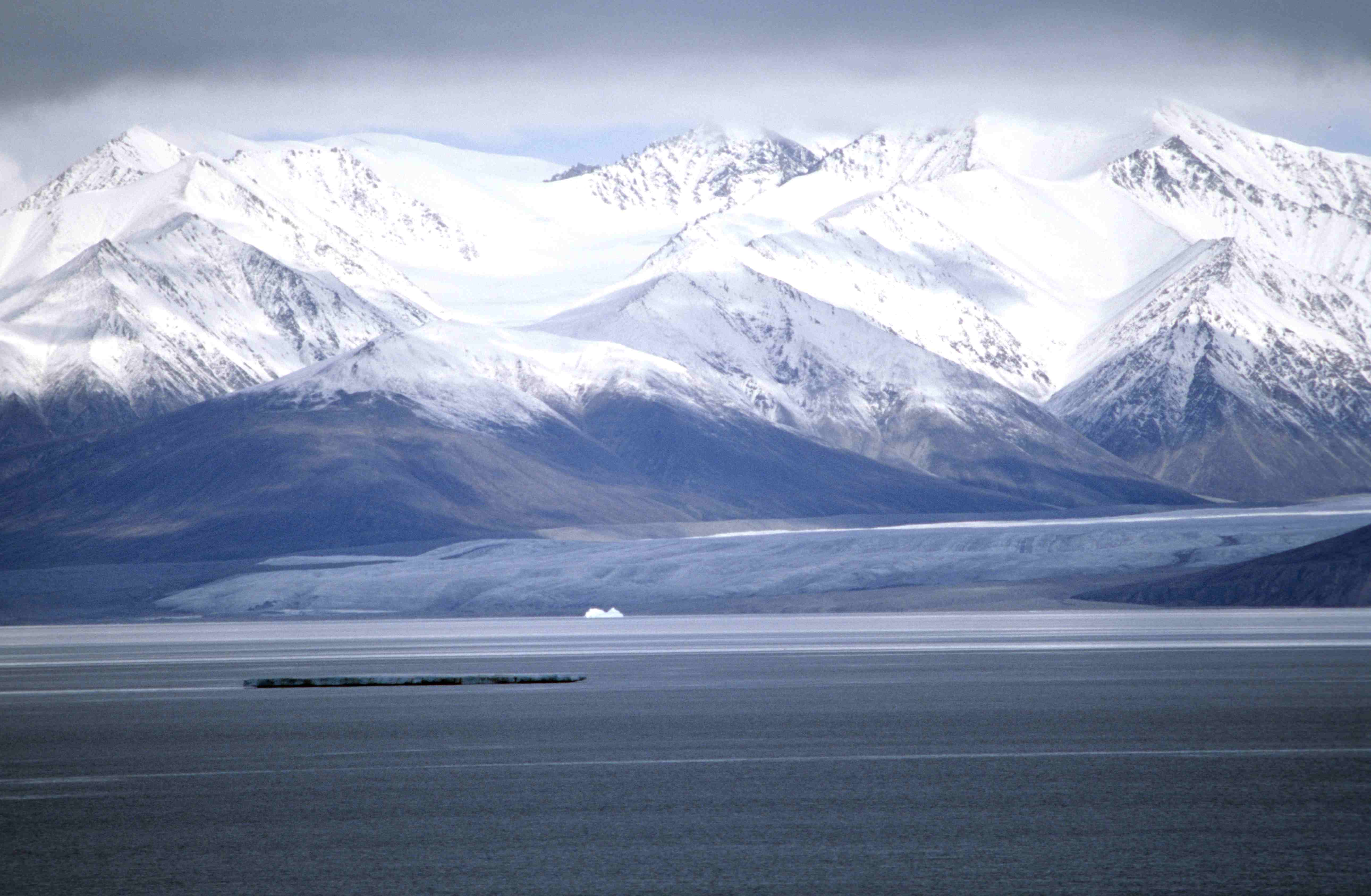
پارک ملی سیرمیلیک

- منطقه ملی حیات‌وحش گذرگاه خرس قطبی
- پارک منطقه‌ای کومارویت
- پارک ملی کوتنیرپق
- پارک ملی سیرمیلیک
- پارک منطقه‌ای سیلویا گرینل

## جمعیت
در سرشماری ۲۰۲۱ کانادا که توسط اداره آمار کانادا انجام شد، منطقه کیکیک‌تالوک دارای جمعیت ۱۹,۳۵۵ نفر بود که در ۵,۵۳۰ واحد از مجموع ۶,۵۷۳ خانه خصوصی زندگی می‌کردند. این جمعیت نسبت به سال ۲۰۱۶ که ۱۸,۹۸۸ نفر بود، ۱٫۹٪ رشد داشته است. با مساحت خشکی ۹۷۰٬۵۵۴٫۶۱ کیلومتر مربع (۳۷۴٬۷۳۳٫۲۳ مایل مربع)، تراکم جمعیت در این منطقه برابر با ۰٫۰۱۹۹۴۲۲/km2 (۰٫۰۵۱۶۵۰۱/sq mi) نفر در کیلومتر مربع بود.

## بخش‌های سرشماری پیرامونی
- بخش شماره ۱۱، نیوفاندلند و لابرادور (نوناتسیاووت)
- بخش شماره ۲۳، مانیتوبا
- منطقه اینوویک
- منطقه کیواللیک
- منطقه کیتیکمئوت